# Ryszard Kierzek
Ryszard Kierzek – polski chemik, profesor nauk chemicznych, pracownik naukowy Instytutu Chemii Bioorganicznej PAN, gdzie kieruje Zakładem Chemii i Biologii Strukturalnej Kwasów Nukleinowych. Specjalizuje się w chemii bioorganicznej.
Ukończył studia chemiczne na Uniwersytecie im. Adama Mickiewicza w Poznaniu w 1974 roku, po czym związał się z IChB PAN (wówczas Zakładem Stereochemii Produktów Naturalnych PAN). W 1978 r. na UAM obronił rozprawę doktorską, wykonaną pod kierunkiem prof. Macieja Wiewiórowskiego. W roku 1988 uzyskał habilitację, a w 2000 r. tytuł profesora nauk chemicznych. W 2016 r. wraz z Douglasem Turnerem został laureatem Polsko-Amerykańskiej Nagrody Naukowej. Wypromował 9 doktorów:

## Projekty badawcze
Kierowane projekty badacze, finansowane przez Narodowe Centrum Nauki:
- Nowe metody określania struktury drugorzędowej RNA, ich funkcjonalność do badania aktywności biologicznej RNA (OPUS 2; 2012–2015)
- Nowe podejścia nakierowane na poprawę selektywności i efektywności działania antysensowych oligonukleotydów (OPUS 2; 2012–2015)
- Strukturalnie zdefiniowane oligonukleotydy. Badania struktury oraz uwarunkowań strukturalnych oddziaływań i funkcji RNA (MAESTRO 4; 2013–2019)
- Kotranskrypcyjne fałdowanie vRNA wirusa grypy w obecności antysensowych oligonukleotydów w zainfekowanych wirusem komórkach MDCK. Nowa metoda chemicznego mapowania struktury RNA w oparciu o metodę głębokiego sekwencjonowania (OPUS 13; 2018–2022)
- Parametry termodynamiczne i reguły fałdowania się RNA w warunkach komórkowych (in vivo-like). Przewidywanie fałdowania się RNA dla lepszego poznania ich struktury i funkcji w komórkach ssaczych (OPUS 17; od 2020)
- Termodynamika modyfikowanych RNA. Wpływ modyfikacji RNA na strukturę i funkcje naturalnych RNA oraz transkrybowanych in vitro szczepionkowych mRNA (IVT mRNA) (OPUS 23; od 2023)

## Odznaczenia i wyróżnienia
Odznaczony Krzyżem Kawalerskim (2000) i Oficerskim (2013) Orderu Odrodzenia Polski.